# Lac Leech
Le lac Leech ou lac Sangsue est situé dans la Forêt nationale Chippewa au cœur du Minnesota, aux États-Unis. Il est au sud-ouest de la ville de Bemidji et fait partie de la réserve indienne de Leech Lake. Il est utilisé comme réservoir. Il s'agit du troisième plus grand lac du Minnesota avec 451 km2 de superficie, et il a une profondeur maximale de 46 mètres.

## Histoire

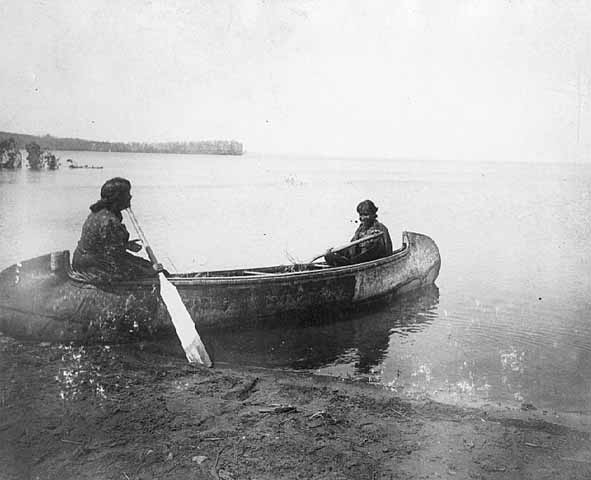
Femmes ojibwées dans un canoë sur le lac Leech vers 1896.

Le 5 octobre 1898, le lac Leech a été le théâtre d'un conflit opposant les Amérindiens aux troupes fédérales : la bataille de Sugar Point. Les coups de feu ont été lancés entre le 3e régiment d'infanterie des États-Unis et la tribu ojibwé du lac Leech après qu'un soldat, envoyé récupérer un bootlegger, a tiré un coup de fusil par erreur. Oscar Burkard reçut la Medal of Honor le 21 août 1899 pour sa participation à la bataille.

## Pêche
Le lac Leech est un lieu populaire de pêche sportive. On y trouve des dorés jaunes, des achigans à grande bouche et des achigans à petite bouche, des maskinongés, des brochets et de la friture. C'est là qu'ont été pêchés deux records d'État : un grand corégone de 5,57 kilos et un crapet-soleil de 620 grammes.
Chaque année en février, le lac Leech accueille le Eel Pout Festival. Le poisson appelé Eel Pout en anglais et connu sous le nom de lotte en français est rarement aperçu au lac Leech, sauf en hiver où il abonde. Durant l'événement sont traditionnellement organisés du bowling sur glace et une compétition de pêche à la lote.

## Villes bordant le lac Leech
- Leech Lake Township
- Remer
- Federal Dam
- Whipholt
- Walker
- Onigum